# Барбаросса (роман)
«Барбаро́сса» — исторический роман Валентина Пикуля, первая часть запланированной дилогии «Площадь Павших борцов». Роман не окончен из-за смерти автора. Опубликован в 1991 году в журнале «Советский воин» и через год перепечатан в «Роман-газете».

## Сюжет
Книга имеет несколько сюжетных линий. Основные — жизнь Фридриха Паулюса, Сталинград во время войны и высшее руководство СССР.
Фридрих Паулюс, сын тюремного счетовода в Касселе, генерал-фельдмаршал вермахта учится, делает карьеру и заканчивает жизнь в советском плену. В романе достаточно подробно описана работа Паулюса по созданию плана нападения Германии на СССР — плана Барбаросса.
Сталинград — его глава Чуянов занимается проблемами изготовления вооружения, обороны города и голода населения.
Иосиф Сталин и его окружение на начальных этапах Великой Отечественной войны, показаны автором в уничижительных характеристиках. Данная оценка оспаривается рядом историков.
Помимо трёх основных сюжетных линий, в романе достаточно большое место уделено описанию внутреннего взаимодействия в командовании гитлеровской Германии, описанию фашистской Италии и Бенито Муссолини, описанию довоенного города Сталинграда.
В романе имеется очевидный анахронизм: в нём при описании Сталинградской битвы упоминается, как уже существующий, немецкий фильм «Девушка моей мечты» (Die Frau meiner Träume, букв.— «Женщина моих грёз»), хотя этого фильма на тот момент ещё не было, он был снят лишь в конце 1944 года. При этом жанр фильма обозначен Пикулем как «боевик», хотя на самом деле это музыкальная комедия с элементами мелодрамы.